# Antônio Conselheiro
Antônio Conselheiro, pseudonimo di Antônio Vicente Mendes Maciel (Quixeramobim, 13 marzo 1830 – Canudos, 22 settembre 1897), è stato un religioso brasiliano.
Predicatore mistico, radunò una folla di seguaci (contadini e disperati vari ma anche banditelli e uomini armati a servizio del miglior offerente, gli jagunços) e si stabilì a Canudos, venendo adorato come santo. La comunità di Conselheiro era fortemente indipendente e non riconosceva il governo federale; a causa dell'insofferenza dei ribelli canudensi verso le autorità e le prescrizioni, e nuove le tasse repubblicane (considerando quindi migliore la monarchia), la città fu attaccata ripetutamente, venendo conquistata e rasa al suolo nel 1897.
Conselheiro cadde probabilmente durante l'assedio finale.